# Daylight (videojuego)
Daylight es un videojuego de terror perteneciente al subgénero de Horror de supervivencia. Fue lanzado para la PlayStation 4 y Microsoft Windows el 29 de abril de 2014. Fue desarrollado por Zombie Studios, y es el primer juego en ser alimentado por el motor Unreal Engine 4. 

## Argumento
La trama se centra en una mujer llamada Sarah, que recupera la conciencia en un hospital abandonado sin recordar cómo había llegado allí. Una voz misteriosa le dice que debe encontrar los secretos del hospital. Con un teléfono celular que le sirve de mapa, ella debe explorar el hospital embrujado y su pasado criminal con el fin de escapar. A medida que explora el hospital y la prisión adyacente, Sarah comienza a aprender sobre el pasado del hospital, donde fueron ejecutados y enterrados doce brujas en sus terrenos, con una decimotercera bruja que logró escapar de la muerte luego de haber entregado a las otras doce brujas. Después de reunir todas las pistas, Sarah se da cuenta de que ella es la descendiente de la decimotercera bruja, lo que explica que los espíritus de las otras doce la persigan.

## Jugabilidad
El jugador no tiene acceso a armas; las únicas herramientas disponibles son barras lumínicas, bengalas, y un teléfono celular. Los mapas que el jugador recorre se generan aleatoriamente cada vez que se juega. Es el primer juego de laberinto en usar Unreal Engine 4. Además, los enemigos y otros antagonistas se regeneran y reaparecen.
El objetivo del jugador en cada nivel es la búsqueda de notas y registros del pasado de hospital, a que se refiere como "fragmentos", mediante la búsqueda de las marcas que se logran ver al utilizar barras lumínicas. El descubrimiento de estos fragmentos puede causar una marca en el brazo de Sarah, lo que atrae a las peligrosas "sombras". El jugador puede hacer que desaparezcan mediante el uso de bengalas o escapar de ellas. Una vez que todos los fragmentos en un nivel se han recogido, el jugador puede adquirir un "sigilo", un objeto de importancia para el pasado del hospital, tales como un osito de peluche y una Biblia. Llevando el sigilo al "Sello de Sombras" se desbloqueará la próxima parte del edificio, que permite al jugador para avanzar aún más en el hospital y, posiblemente, a la libertad.
La interfaz del juego incluye el número de fragmentos que el jugador tiene que encontrar y el nivel de amenaza en el hospital. Al aumentar el nivel de amenaza, los monstruos son más propensos a aparecer. 

## Recepción
Daylight recibió críticas variadas por parte de los críticos. La agregación de sitios web de reseñas GameRankings y Metacritic dio a la versión de PC 50,66% y 50/100 y la versión de PlayStation 4 47,00%, y 48/100. Joe Donato de GameZone opinó "Daylight no logra nada. Su intento de ampliar la fórmula Slender es sólo agradable durante todo el tiempo que busques jugar algo como eso, y no es para nada eficaz".